# Ugiodes cinerea
Ugiodes cinerea är en fjärilsart som beskrevs av George Francis Hampson 1926. Ugiodes cinerea ingår i släktet Ugiodes och familjen nattflyn. Inga underarter finns listade i Catalogue of Life.